# Sunday Bloody Sunday (U2)
Sunday Bloody Sunday è una canzone del gruppo rock irlandese U2, parte del repertorio storico della band, contenuto originariamente nell'album War e successivamente ripreso in Under a Blood Red Sky ed in The Best of 1980-1990 come quinta canzone del CD A. È stata alla posizione numero 268 della lista delle 500 migliori canzoni secondo Rolling Stone.

## Il testo
Il testo è stato scritto da Bono, come la quasi totalità dei pezzi degli U2, mentre alla musica ha contribuito l'intero gruppo. La Bloody Sunday, domenica di sangue, di cui parla la canzone è il 30 gennaio 1972. Quel giorno, nella città nordirlandese di Derry (Londonderry per gli Unionisti), l'esercito del Regno Unito sparò sui partecipanti a una manifestazione. Quattordici persone, civili disarmati, furono uccise, e altre quattordici furono ferite. L'episodio passò alla storia appunto come Bloody Sunday e scatenò la rivolta nazionalista contro il governo di Londra.
All'epoca dei fatti, Bono - Paul Hewson - era un ragazzino di 11 anni. Dieci anni dopo, nel 1982, il ricordo ancora vivo dell'episodio gli ispirò Sunday Bloody Sunday. Come si può sentire nella registrazione dal vivo dell'album Under a Blood Red Sky, Bono precisa che non si tratta di una delle "rebel song" tradizionali nel repertorio musicale irlandese, ma è la reazione incredula e scandalizzata di un giovane, cresciuto in un ambiente familiare interconfessionale (madre protestante, padre cattolico) nella Repubblica d'Irlanda, di fronte all'odio e alla violenza fratricida che divide coloro che dovrebbero essere uniti nel nome di Cristo. La domanda del ritornello «How long, how long must we sing this song?» ("Per quanto tempo dovremo cantare questa canzone?") viene ripresa nella canzone che chiude l'album War, 40 (tratta dal Salmo 40 di Davide della Bibbia), dove Bono canta più volte «How long to sing this song?».
Che il brano sia un universale rifiuto della violenza è provato dalla versione del film Rattle and Hum: qui la dedica di Bono fa riferimento all'attentato dell'IRA a Enniskillen in Irlanda del Nord nel novembre 1987. Si tratta di un atto di accusa contro i membri dell'IRA responsabili dell'azione partigiana che aveva causato 11 morti, tutti civili unionisti fedeli al Regno Unito, protestanti, e verso quegli irlandesi, in patria e all'estero, che giustificano l'uso della lotta armata partigiana per ottenere l'unione dell'isola sotto un unico governo irlandese repubblicano.

## Discografia
Sunday Bloody Sunday fu eseguita per la prima volta in pubblico nel dicembre 1982 a Belfast, nell'Irlanda del Nord, tre mesi prima della pubblicazione dell'album War. Nel presentare il brano al pubblico, Bono disse:
(Bono)
Al termine dell'esecuzione la reazione del pubblico fu un'ovazione per la canzone e per la band. Il brano fu quindi la prima traccia nell'album War, pubblicato nel marzo 1983.
Un'esecuzione dal vivo di Sunday Bloody Sunday, registrata il 20 agosto 1983 durante il "Rockpalast 83" presso il Lorelei Amphitheatre di St. Goarshausen (nell'allora Germania Ovest), fu inserita nel mini-LP dal vivo Under a Blood Red Sky pubblicato nel dicembre 1983. Da quel concerto, fatto per l'emittente televisiva tedesca WDR Television, fu tratto un videoclip di Sunday Bloody Sunday. La programmazione del video su MTV ed altre importanti trasmissioni televisive musicali contribuì notevolmente alla popolarità della canzone.
Il brano è stato presentato dal vivo numerose volte e in versioni differenti: dalla versione lenta e poi aggressiva di Rattle and Hum, fino ad arrivare alla versione malinconica suonata a Sarajevo durante il PopMart Tour.
A conferma dell'importanza di Sunday Bloody Sunday per gli U2, il brano fu inserito nell'antologia The Best of 1980-1990, pubblicata nel 1998.

## Tracce
Sunday Bloody Sunday, Two Hearts Beat as One e New Year's Day sono state scritte da Bono, Red Light e Endless Deep sono state scritte da Bono e The Edge.

### Versione 1
1. Sunday Bloody Sunday – 4:34
2. Endless Deep – 2:58

### Versione 2
1. Sunday Bloody Sunday – 4:34
2. Two Hearts Beat as One (7" Edit) – 3:52

### Versione 3
1. Sunday Bloody Sunday – 4:34
2. Red Light – 4:03

### Versione 4
1. Sunday Bloody Sunday (Album Version) – 4:34
2. Two Hearts Beat as One (US Remix) – 5:40
3. New Year's Day (US Remix) – 4:30

## Formazione
- Bono - voce
- The Edge - chitarra, seconda voce
- Adam Clayton - basso
- Larry Mullen - batteria

### Altri musicisti
- Steve Wickham - violino elettrico

## Cover
Sono state registrate varie cover della canzone tra cui quelle di Ignite, Paramore, Pillar, Saul Williams e Nolwenn Leroy. I Funeral for a Friend hanno realizzato una cover, inserita nella compilation Your History Is Mine: 2002-2009 del 2009.